# Листопадівка
Листопа́дівка (в минулому — Богудзєнка) — село в Україні, у Махнівській сільській громаді Хмільницького району Вінницької області. Населення становить 88 осіб.

## Географія
У селі бере початок річка Бродянка, ліва притока Гнилоп'яті.

## Назва
Загальні збори селян Богудзєнки ухвалили перейменувати село на честь Жовтневого, за новим стилем Листопадового перевороту, в Листопадувку.
Село має бути перейменовано, згідно з законом про декомунізацію.

## Історія
12 червня 2020 року, відповідно до Розпорядження Кабінету Міністрів України № 707-р, «Про визначення адміністративних центрів та затвердження територій територіальних громад Вінницької області», увійшло до складу Махнівської сільської.
19 липня 2020 року, в результаті адміністративно-територіальної реформи і ліквідації Козятинського району, село увійшло до складу новоутвореного Хмільницького району.
22 червня 2023 року рішенням Національної комісії зі стандартів державної мови віднесено до списку населених пунктів, які можуть не відповідати лексичним нормам української мови, зокрема стосуватися російської імперської політики (російської колоніальної політики). Громаді рекомендовано обґрунтувати доцільність збереження поточної назви або запропонувати нову назву в установленому законодавством порядку.

## Населення

### Мова
Розподіл населення за рідною мовою за даними перепису 2001 року:
| Мова       | Кількість | Відсоток |
| ---------- | --------- | -------- |
| українська | 87        | 98.86%   |
| російська  | 1         | 1.14%    |
| Усього     | 88        | 100%     |